# Анино (Красногорск)
Анино (Аннино) — бывшая подмосковная деревня, вошедшая в 2004 года в состав города Красногорска в качестве микрорайона. Расположена на Волоколамском шоссе. Названа в честь графини Анны Родионовны Чернышёвой. По данным на середину 2010-х годов, деревенская застройка частично сохранилась.

## История
В XVII веке нынешняя деревня значилась как пустошь Овсянниково-Бабино. Эта пустошь вместе с селом Черневом и пустошью Губайлово была пожалована С. В. Волынскому. После его смерти пустошь Овсянниково-Бабино некоторое время находились в числе «порозжих земель» Поместного приказа, а в 1669 году вместе с Губайловым перешла в поместье Ивана Фёдоровича Волынского. В Губайлове Волынский основал свою усадьбу, а Овсянниково-Бабино долгое время оставалось незаселённым.
Пустошь переходила к наследника Ивана Фёдоровича, пока во второй половине XVIII века Анастасия Васильевна Волынская (Долгорукова) не продала её генерал-аншефу Захару Григорьевичу Чернышёву. В купчей грамоте сообщается: «Пустошь Овсяниково, Бабино тож, на речке на Бане, в которой по писцовым книгам написано пашни перелогом середней земли пять четвертей с полуосьминою, лесом поросли 10 четвертей в поле, а в дву потому ж, сена по речке Бане 10 копен, лесу непашенного три десятины… которая мне, княгине Наталье, досталась по наследству после покойного отца моего от флота капитана Василия Ивановича Волынского». В объявлении генерал-аншефа Чернышёва об этой покупке говорится: «Прошлого 1767 году декабря в 21 день от армии генерал-аншефа и обоих российских орденов кавалера князя Василия Михайлова сына Долгорукова жена ево княгиня Настасья Васильева дочь продала мне недвижимое своё имение в Московском уезде в Горетовом стану пустошь Овсяникову Бабино тож со всеми угодьи, не оставливая в той пустоши ничего, за деньги за сто рублев, и дала мне от крепостных дел купчую, которую при сем объявляю точную копию».
Пустошь Овсянниково-Бабино близ речки Баньки имела удобное расположение на Волоколамском тракте по пути в усадьбу Чернышевых Ярополец. Поэтому З. Г. Чернышёв построил в пустоши господский дом, где он мог отдыхать по пути из Москвы в Ярополец. Рядом были устроены два крестьянских двора для обслуги. Чернышёв назвал это сельцо Анниным — в честь своей жены Анны Родионовны Чернышёвой. После смерти графа в 1884 году Аннино перешло в собственность его брата, генерал-фельдмаршала Ивана Григорьевича Чернышёва.
В указателе селений и жителей уездов Московской губернии 1852 года записана как деревня Аннино 3-го стана. Принадлежала графине С. Г. Чернышевой-Кругликовой. По данным на 1852 год, в деревне проживало 5 душ крестьян мужского пола и 8 женского, насчитывалось 2 двора. В справочнике 1859 года Аннино вновь числится как сельцо, там проживало 9 мужчин и 5 женщин, насчитывалось 3 двора. Упоминается и второе название сельца — Битцы.
После крестьянской реформы 1861 года Аннино вошло в состав Всехсвятской волости 3-го стана Московского уезда. Сельцо располагалось в 17 верстах от волостного центра, села Всехсвятского, и в 22 верстах от Тверской заставы города Москвы. Аннино входило в приход церкви Успения Пресвятой Богородицы в Черневе, находившейся в 500 метрах к востоку. Все жители сельца были православного вероисповедания. Согласно переписи 1869 года, в сельце проживало 19 человек (8 мужчин и 11 женщин), было 3 двора и 3 деревянных дома. В их хозяйствах имелись 5 лошадей, 5 коров и 7 голов мелкого скота.
По сведениям 1884 года Аннино числилась деревней, в которой в четырёх крестьянских дворах проживали 8 мужчин и 8 женщин. В 1899 году в деревне Аннино насчитывалось 3 семьи и 26 жителей. Имелись 3 жилые избы средней площадью 79,5 аршин² (около 40 м²) и 3 холостых постройки. Жители держали 11 рабочих лошадей, 4 головы крупного рогатого скота и 11 овец. Мужчины в основном занимались ломовым извозом.
После Октябрьской революции деревня Аннино вошла в состав Черневского сельсовета Павшинской волости. По сведениям переписи 1926 года, в деревне насчитывалось 8 крестьянских хозяйств, проживало 43 человека (20 мужчин и 23 женщины). В 1939 году в 8 строениях проживало уже 85 человек (29 семей). После начала Великой Отечественной войны рядом с деревней прошла линия фронта. В Аннине размещалось Зенитное подразделение. В 1946 году 2 казармы и жилой дом приспособили для организации Черневского госпиталя ПВО (ныне филиал ГВКГ им. Бурденко).
В 1957 году Аннино находилось в составе Ново-Никольского сельсовета, в деревне было 27 хозяйств и 100 жителей. В начале XXI века деревня Анино находилась в подчинении администрации посёлка Опалиха. Согласно Всероссийской переписи, в 2002 году в деревне проживало 16 человек (3 мужчины и 13 женщин); по национальности все жители были русскими.. 28 октября 2004 года деревня была включена в состав города Красногорска. В районе деревни началось строительство жилого комплекса "Изумрудные Холмы".

## "Примечания
1. 1 2  Коряков Ю. Б. Этно-языковой состав населённых пунктов России : [арх. 17 ноября 2020] : база данных. — 2016.
2. ↑  ПОСТАНОВЛЕНИЕ ГУБЕРНАТОРА МО ОТ 19.10.2004 N 237-ПГ «ОБ ОБЪЕДИНЕНИИ НЕКОТОРЫХ НАСЕЛЕННЫХ ПУНКТОВ КРАСНОГОРСКОГО РАЙОНА МОСКОВСКОЙ ОБЛАСТИ И ДАЧНОГО ПОСЕЛКА ОПАЛИХА КРАСНОГОРСКОГО РАЙОНА МОСКОВСКОЙ ОБЛАСТИ». Дата обращения: 15 декабря 2020. Архивировано 21 сентября 2017 года.
3. 1 2 3 4 5 6  Мачульский Е.Н. Аннино. кихм.рф. Дата обращения: 6 июня 2015. Архивировано из оригинала 11 августа 2017 года.
4. ↑  Указатель селений и жителей уездов Московской губернии / сост. К.М. Нистрем. — М., 1952. — С. 15.
5. ↑  Списки населенных мест Российской империи, составленные и издаваемые Центральным статистическим комитетом Министерства внутренних дел. — Санкт-Петербург, 1862. — С. 14. Архивировано 5 февраля 2011 года.
6. ↑  Памятная книжка Московской губернии на 1899 год / под. ред. В. А. Аврорина. — М., 1899. — С. 501.
7. ↑  Сведения о народонаселении Московского уезда // Сборник статистических сведений по Московской губернии. Т. 1. Московский уезд. — М., 1877. — С. 9.
8. ↑  Селения и жители Московского уезда на основании подворной переписи, произведённой в 1869 году // Сборник статистических сведений по Московской губернии. Т. 1. Московский уезд. — М., 1877. — С. 44—45. Архивировано 24 сентября 2015 года.
9. ↑  Описание Московскаго уезда, с указанием в оном станов, волостей, урядов и селений / сост. В. П. Афанасьев. — М., 1884. — С. 33.
10. ↑  Справочник по населённым местам Московской губернии. — М.: Московский статистический отдел, 1929. — С. 400. — 2000 экз.
11. ↑  Публичные слушания по генеральному плану и проекту черты г. Красногорска (недоступная ссылка — история). krasnogorsk-adm.ru. Дата обращения: 7 июня 2015.